# Pabellón de deportes La Arena
El pabellón de deportes La Arena es un estadio cubierto, propiedad del Ayuntamiento de Gijón, ubicado en Gijón, Asturias (España).
En el Pabellón de Deportes La Arena disputan sus partidos oficiales la Agrupación Balonmano Gijón Jovellanos y el Círculo Gijón Baloncesto y Conocimiento.
Está situado en la calle Emilio Tuya del barrio de La Arena y cuenta con campos reglamentarios para practicar balonmano, fútbol sala, baloncesto y voleibol.

## Historia
Diseñado por el arquitecto Manuel Díaz Negrete, fue inaugurado el 20 de julio de 1966 con la celebración del VII Campeonato de Europa de selecciones nacionales júnior de hockey sobre patines, en el que participaron los equipos de España, Portugal, Francia, Inglaterra, Bélgica y la República Federal Alemana.
Fue el primer estadio de deportes cubierto disponible en la ciudad.